# テロワール (テレビドラマ)
『テロワール』は、ワインをテーマにしたラブ・ストーリー。2008年12月1日から2009年2月17日まで韓国SBSで放送されたテレビドラマ。全20話。
日本では、CS局のKNTVにて2009年9月15日から10月28日まで字幕放送された。BSフジで2009年7月9日から11月19日まで毎週木曜13時00分 - 13時55分に字幕のみで放送され、2009年11月26日から2010年4月15日まで毎週木曜12時00分 - 12時55分で再放送された。
地上波では、フジテレビ韓流α枠にて、2011年2月14日から2011年3月2日までは毎週月曜から金曜15時57分 - 16時53分で字幕入り（字幕放送にあらず）主音声：日本語吹き替え、副音声：朝鮮語で放送され、2011年3月7日から放送再開して2011年3月24日まで毎週月曜から金曜15時00分 - 15時57分まで放送された。その後、BSフジ韓ドラ☆17枠にて、2011年5月4日から2011年5月31日まで毎週月曜から金曜の17時00分 - 17時55分に吹き替えのみで放送された。フジ系局放送における吹き替え版スタッフはポニーキャニオンである。2010年11月7日からCS局 フジテレビNEXTで字幕完全版を放送。
2010年1月20日ポニーキャニオンより＜ディレクターズカット版＞DVDがセル・レンタルとも出ているが日本語吹き替えは収録されていない。

## 登場人物

### 主な登場人物
- イ・ウジュ：ハン・ヘジン
- カン・テミン：キム・ジュヒョク（「テロワール」社長、元ミル貿易室長）
- ジョイ・パク：キ・テヨン（漢江建設理事）
- アン・ジソン：ユソン（テミンの恋人）

### テロワール従業員
- チョ・ミンジ：チェ・ヨンイン（マネージャー兼ソムリエ）
- オクリムおばさん：チョン・スギョン（厨房補助、元「ナムチョ」厨房従業員、プチムゲ（チヂミ）国内第一人者）
- ファン・ゲドン：パク・テギョン（厨房補助、元「ナムジョ」厨房補助）
- アンドレ・イム（本名イム・ドクチル）：キム・ビョンセ（シェフ）
- キム・ジュンス：ユ・ヒョンス（副厨房長、アンドレ・イムの一番弟子）
- イ・ジェジュ：キム・ジェスン（従業員）
- チン・ハヨン：イ・ハニ（従業員）
- コン・ユクコン：リュ・ヒョンギョン（アルバイト、ウジュの友人）

### その他の登場人物
- ヤン・スンゴル代表：ソン・スンファン（ミル貿易代表）
- カン会長：パク・ビョンホ（漢江建設会長：テミン祖父）
- カン・ジョンテ：チョン・ホビン（漢江建設常務：テミン叔父）
- シン代理：チャン・ヒョジン
- パク・キルス：オ・チュンベ（オクリムおばさんの元夫）
- 高木りな：本名で同

## スタッフ
- 演出 キム・ヨンミン
- 脚本 ファン・ソング